# François Charles-Roux

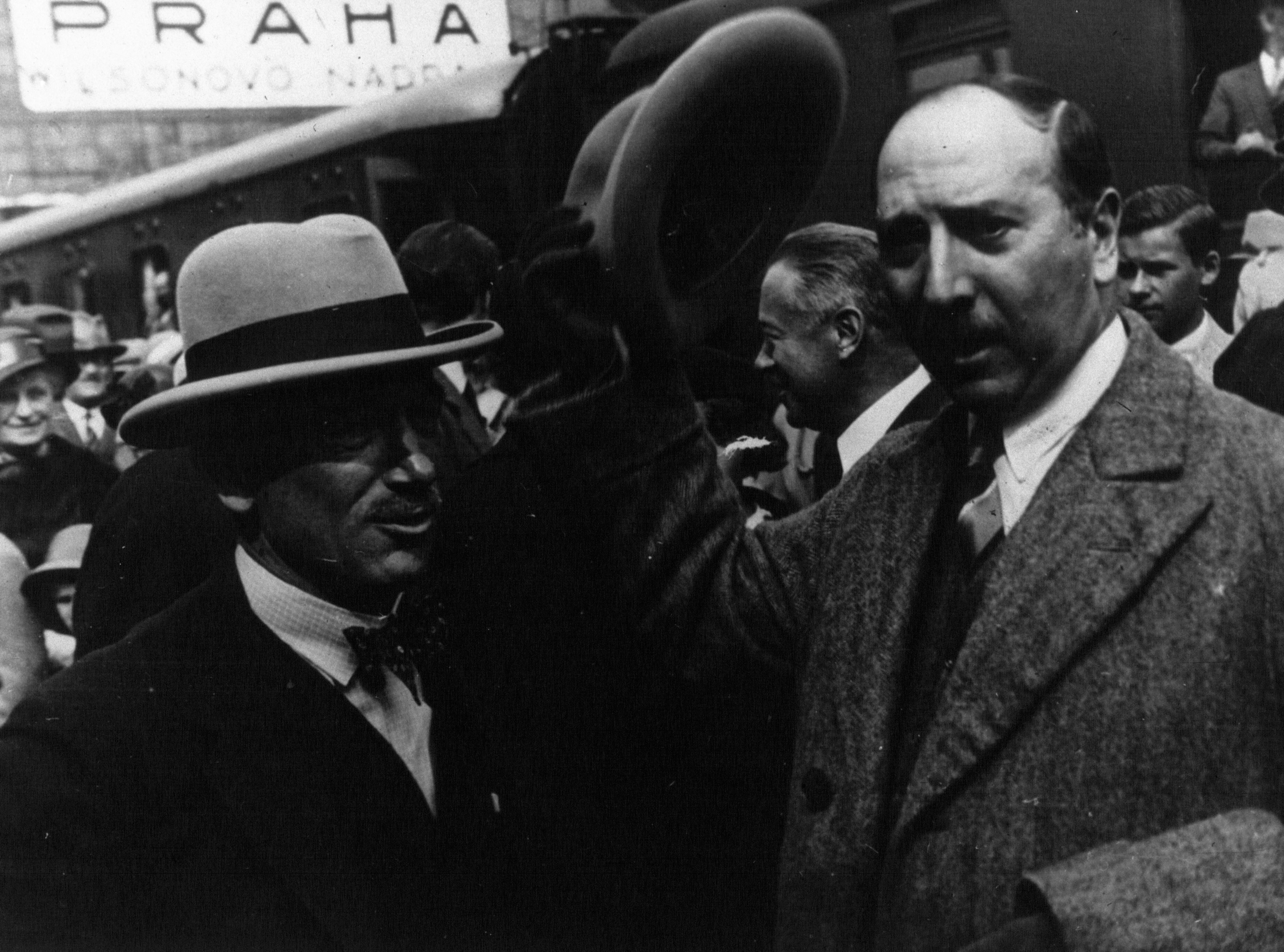

Jules François Charles-Roux (* 19. November 1879 in Marseille; † 26. Juni 1961 in Paris) war ein französischer Diplomat, Historiker und Manager.

## Leben
François Charles-Roux war der Sohn von Jules Charles-Roux.
Er heiratete Sabine Gounelle.
Am 4. Oktober 1909 wurde in Sorgues ihr Sohn Jules Henri François Charles-Roux geboren.
Am 17. April 1920 wurde in Neuilly-sur-Seine ihre Tochter Edmonde Charles-Roux geboren.
Er studierte an der Universität Paris, und an der École libre des sciences politiques.
Er trat 1902 in den auswärtigen Dienst und wurde von 1902 bis 1904 als Attaché nach Sankt Petersburg entsandt.
Von 1905 bis 1906 war er Gesandtschaftssekretär in Konstantinopel.
Von 1907 bis 1911 war er Gesandtschaftssekretär in Kairo.
Von 1912 bis 1915 war er Gesandtschaftssekretär in London.
Von 1916 bis 1923 war er Gesandtschaftsrat in Rom.
1924 war er Botschaftsinspekteur.
1925 war er Delegierter der Donaukommission.
Von 1926 bis 1932 war er Gesandter in Prag.
1934 wurde er Mitglied der Akademie der moralischen und politischen Wissenschaften.
Von 1932 bis 1940 war er Botschafter beim Heiligen Stuhl.
Im Mai 1940 löste er Saint-John Perse als Generalsekretär des französischen Außenministerium ab. Ein Amt, das er bis zum 24. Oktober 1940, als Adolf Hitler sich mit Pierre Laval und Philippe Pétain in Montoire-sur-le-Loir traf, unter Paul Baudouin ausübte.
Nach 1945 war er ein exponierter Fürsprecher für die Fortsetzung der französischen Kolonialpolitik und führte die Gruppe Présence française, die danach strebte, das Protektorat Französisch-Marokko zu erhalten.
Er war Vorsitzender des Zentralkomitees der Französischen Überseegebiete und 1948 bis 1956 Präsident der GDF Suez sowie Vorsitzender des Catholic Relief Services.